# Hostrołuczczia
Hostrołuczczia (ukr. Гостролуччя) – wieś na Ukrainie, w obwodzie kijowskim, w rejonie browarskim, w hromadzie Barysziwka. W 2001 liczyła 1088 mieszkańców, spośród których 1080 wskazało jako ojczysty język ukraiński, a 8 rosyjski.